# Бурденко, Октябрь Осипович
Октябрь Осипович Бурденко (1925—2010) — советский хозяйственный и партийный деятель, член ЦК КПСС.

## Биография
Родился в 1925 году в Павлограде. Окончил школу с золотой медалью.
В 1942—1943 гг. прицепщик, помощник комбайнера МТС в Азербайджанской ССР.
Участник Великой Отечественной войны: комсорг стрелкового батальона, комсорг полка, помощник начальника политотдела дивизии по комсомолу. Награждён восемью боевыми орденами и многими медалями.
Член КПСС с 1944 года.
В 1946—1951 гг. — студент Киевского политехнического института.
В 1951—1961 гг. работал на Вильнюском заводе радиоизмерительных приборов (ВЗРИП): старший инженер, заместитель начальника лаборатории, начальник бюро, начальник цеха, и. о. главного инженера опытного завода.
В 1961—1968 гг. — зам. директора НИИ, директор опытного завода, первый зам. директора Вильнюского НИИ радиоизмерительных приборов (ВНИИРИП).
С 1978 года — генеральный директор Вильнюского производственного Объединения радиоизмерительных приборов.
Член ЦК КПСС (1990—1991).
После распада СССР подвергался преследованиям за свои коммунистические взгляды, эмигрировал сначала в Киев к брату, затем в США, где жили с семьёй его дочери.
Умер в Бостоне 12 августа 2010 года.

## Награды и звания
- Государственная премия СССР (1986);
- Заслуженный инженер Литовской ССР.